# Gymnoscelis tongaica
Gymnoscelis tongaica là một loài bướm đêm trong họ Geometridae.